# Zászlóshajó (marketing)
A zászlóshajó a marketing szakzsargonjában egy adott cég márkaportfóliójában szereplő olyan márkanév, amelyet az üzleti élet más szereplői és a fogyasztók a leginkább azonosítanak a cég egészével. A zászlóshajó egyben olyan terméket is jelöl (core product), amelynek a vállalati imázs kialakításában illetve gyakran a vállalati bevétel generálásában döntő szerepe van.

## A név eredete
A szó a haditengerészetben használt zászlóshajó szóból ered. (Az angol "flagship" (német "Flagschiff") tükörfordítása.)